# No Eden
 (mars 2025).
Si vous disposez d'ouvrages ou d'articles de référence ou si vous connaissez des sites web de qualité traitant du thème abordé ici, merci de compléter l'article en donnant les références utiles à sa vérifiabilité et en les liant à la section « Notes et références ».
Albums de Twenty Nine Palms
Fatal Joy
(1990)
No Eden est le deuxième et dernier album studio du groupe anglais Twenty Nine Palms, formé par les cousins Simon Wilson et Davy Simpson. Il est sorti en 1992.

## Titres
| No  | Titre                 | Durée |
| --- | --------------------- | ----- |
| 1.  | Mad to be saved       | 4:35  |
| 2.  | Gone, gone, gone      | 3:10  |
| 3.  | Go not gently         | 4:03  |
| 4.  | Walking with the king | 2:54  |
| 5.  | No pelicans           | 4:00  |
| 6.  | In the dream          | 6:15  |
| 7.  | Funny peculiar        | 3:55  |
| 8.  | Thunderbird           | 4:16  |
| 9.  | Spare my heart        | 4:30  |
| 10. | Don't ask me          | 3:01  |
| 11. | First mistake         | 5:24  |
| 12. | Have a little faith   | 4:00  |

## Personnel
- Simon Wilson : Chant
- Davy Simpson : Guitare